# Neubau
Neubau ( [ˈnɔɪ̯baʊ̯] (ajuda·info)) é um distrito da cidade de Viena.